# Serpocaulon catharinae
Serpocaulon catharinae är en stensöteväxtart som först beskrevs av Georg Heinrich von Langsdorff och Fisch., och fick sitt nu gällande namn av Alan Reid Smith. Serpocaulon catharinae ingår i släktet Serpocaulon och familjen Polypodiaceae. Inga underarter finns listade.